# Gambetta (métro de Paris)
Pour les articles homonymes, voir Gambetta.
Gambetta est une station des lignes 3 et 3 bis du métro de Paris, située dans le 20e arrondissement de Paris.

## Situation
La station est implantée à l'est du quartier du Père-Lachaise, sous l'avenue Gambetta à hauteur et aux abords de la place éponyme. Les quais sont établis :
- sur la ligne 3, entre la place Gambetta et la place Martin-Nadaud selon un axe est-ouest (entre les stations Père Lachaise et Porte de Bagnolet) ;
- sur la ligne 3 bis, au nord-est de la place, le long de la mairie du 20e arrondissement selon un axe nord-est/sud-ouest (terminus précédé ou suivi par la station Pelleport, selon le sens de circulation).

La station constituant jadis le terminus de la ligne 3, elle dispose d'une ancienne boucle de retournement dont une partie des voies servent de raccordement de service entre les deux lignes. Celui-ci s'embranche en talon sur la voie de la ligne 3 en direction de Pont de Levallois - Bécon, en amont de la station, pour se raccorder en talon également à la voie de la ligne 3 bis en direction de Porte des Lilas, en aval de la station. Un second raccordement donne accès à l'atelier de maintenance de Saint-Fargeau depuis l'ancienne arrière-gare de la ligne 3 entre Gambetta et Porte de Bagnolet.

## Histoire

### Mises en service et remaniements
La station est ouverte le 25 janvier 1905 en tant que terminus oriental de la ligne 3 depuis Avenue de Villiers (actuelle station Villiers), en remplacement du terminus initial de Père Lachaise. Elle se trouve alors sur une boucle de retournement (dite de type "raquette") effectuant le tour de la mairie du 20e, par la rue Belgrand, la rue de la Chine et l'avenue Gambetta. Deux demi-stations, comportant chacune deux voies latérales encadrant un quai en îlot, sont aménagées sur cette boucle terminale : celle d'arrivée est établie au sud sous l'amorce de la rue Belgrand, tandis que celle de départ est aménagée sur la partie nord-ouest de la boucle précitée, sous l'avenue Gambetta.
Le 27 novembre 1921, la ligne est prolongée jusqu'à Porte des Lilas. Dès lors, Gambetta devient une simple station de passage, chaque demi-station accueillant des rames d'une direction différente : celle de débarquement est dorénavant desservie par les circulations poursuivant jusqu'à Porte des Lilas, tandis que la demi-station d'embarquement reçoit les trains en direction de Porte de Champerret.
Dans le courant des années 1960, les pouvoirs publics constatent que le secteur de la porte de Bagnolet est insuffisamment desservi par les transports en commun malgré une forte demande. Afin de répondre à celle-ci, il est décidé de créer un embranchement de la ligne 3 jusqu'à la commune de Bagnolet à partir de Gambetta. Or les études démontrent que le flux de voyageurs sur l'extension de Bagnolet sera nettement supérieur à celui du tronçon historique jusqu'à Porte des Lilas, si bien qu'une exploitation en fourche n'est pas retenue. Le terminus existant de la ligne doit par conséquent céder sa fonction au nouveau terminus de Gallieni, tandis que l'ancien itinéraire de Gambetta à Porte des Lilas doit être isolé sous la forme d'une navette autonome pour devenir l'actuelle ligne 3 bis.
La station fait alors l'objet d'une importante restructuration afin d'assurer cette nouvelle exploitation. La demi-station située au nord-est de la place est mise en impasse et devient le terminus de la ligne 3 bis, tandis que l'autre, trop exiguë pour jouer le rôle d'une station de passage, disparaît au profit d'une voie de garage avec trottoir de manœuvre. Seuls demeurent les carreaux de la voûte, encore aujourd'hui visibles dans le tunnel. Le tronçon de l'ancienne boucle entre les deux stations d'origine, qui n'est dorénavant plus emprunté en service commercial, est transformé en raccordement de service entre les deux lignes, dont l'une des deux voies sert de garage aux rames de la ligne 3.
En parallèle, une nouvelle station de passage à deux quais latéraux est donc aménagée sur les voies existantes de la ligne 3, à l'ouest de la place. Sa proximité avec la station voisine Martin Nadaud, distante de seulement 250 mètres des anciens quais, conduit à l'absorption de celle-ci, qui ne disparaît pas complètement : ses quais s'inscrivent dorénavant dans la continuité des nouveaux quais, tandis que ses accès deviennent les entrées occidentales de Gambetta. La correspondance entre le quai de la ligne 3 en direction de Pont de Levallois - Bécon et celui de la ligne 3 bis s'effectue dès lors par un couloir atypique : son tracé courbé et sa forme ellipsoïdale témoignent de son usage originel de tunnel à voie unique, emprunté auparavant par les rames quittant l'ancienne demi-station de départ.
La nouvelle station de la ligne 3 est inaugurée le 23 août 1969. À la suite de la création de la ligne 3 bis le 27 mars 1971, elle retrouve un rôle de terminus durant quelques jours, jusqu'à la mise en service de l'extension de la ligne 3 vers son terminus actuel de Gallieni, qui est effective le 2 avril suivant.

Évolutions de la station
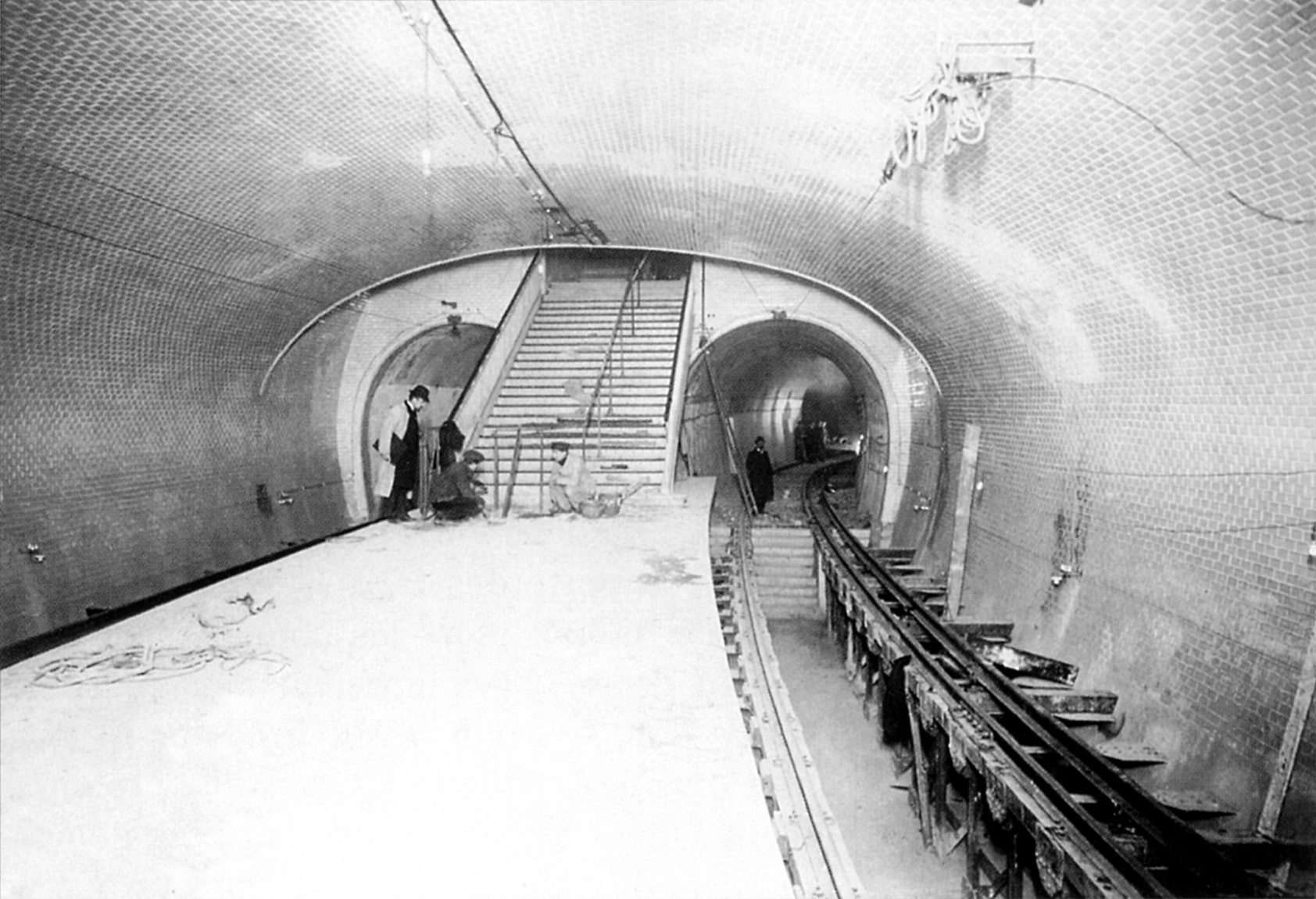
L'ancien quai de départ en 1905, devenu l'actuelle station de la ligne 3 bis.
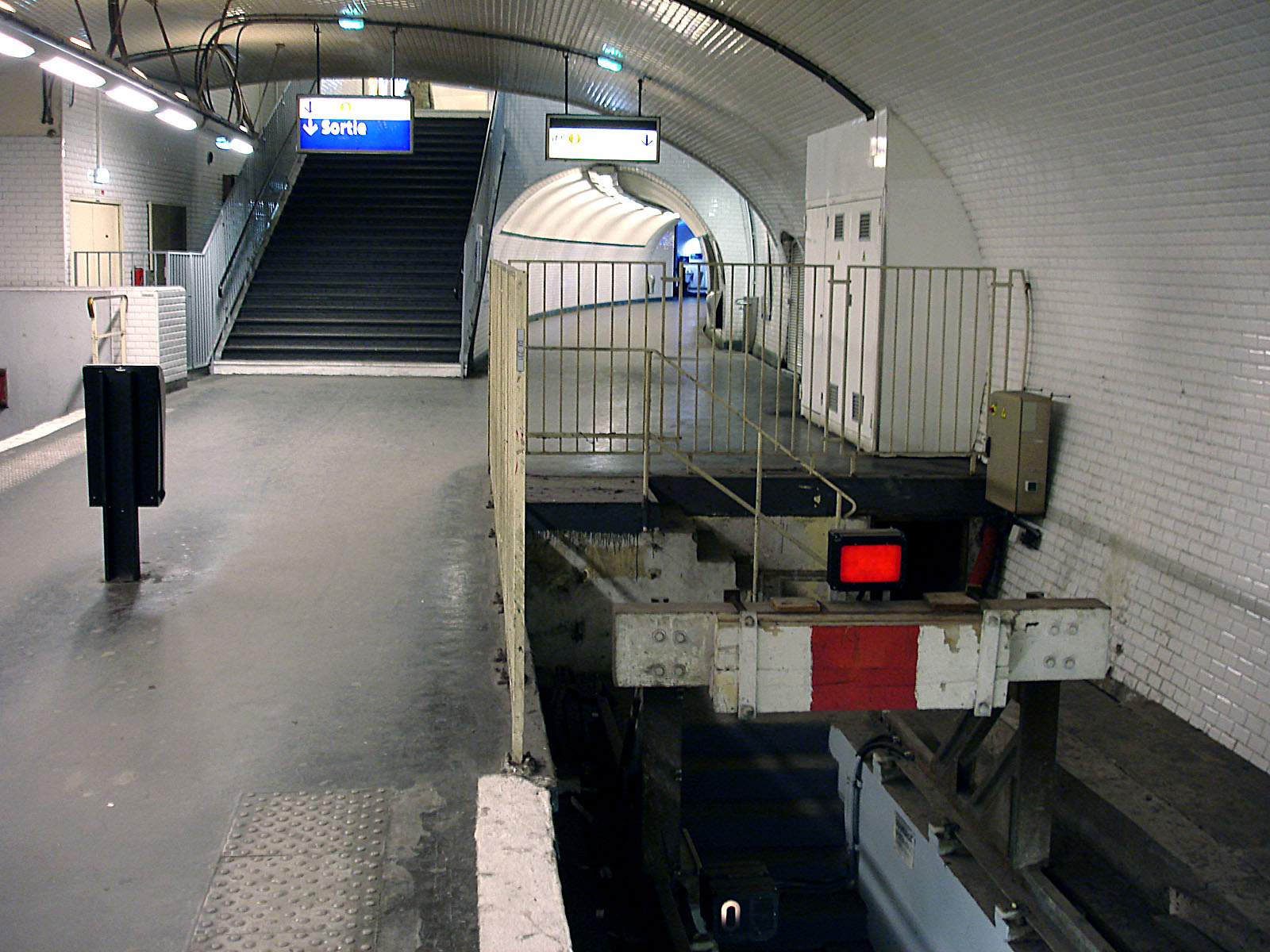
Le butoir marquant la fin d'une voie dans la station de la ligne 3 bis, en 2010.
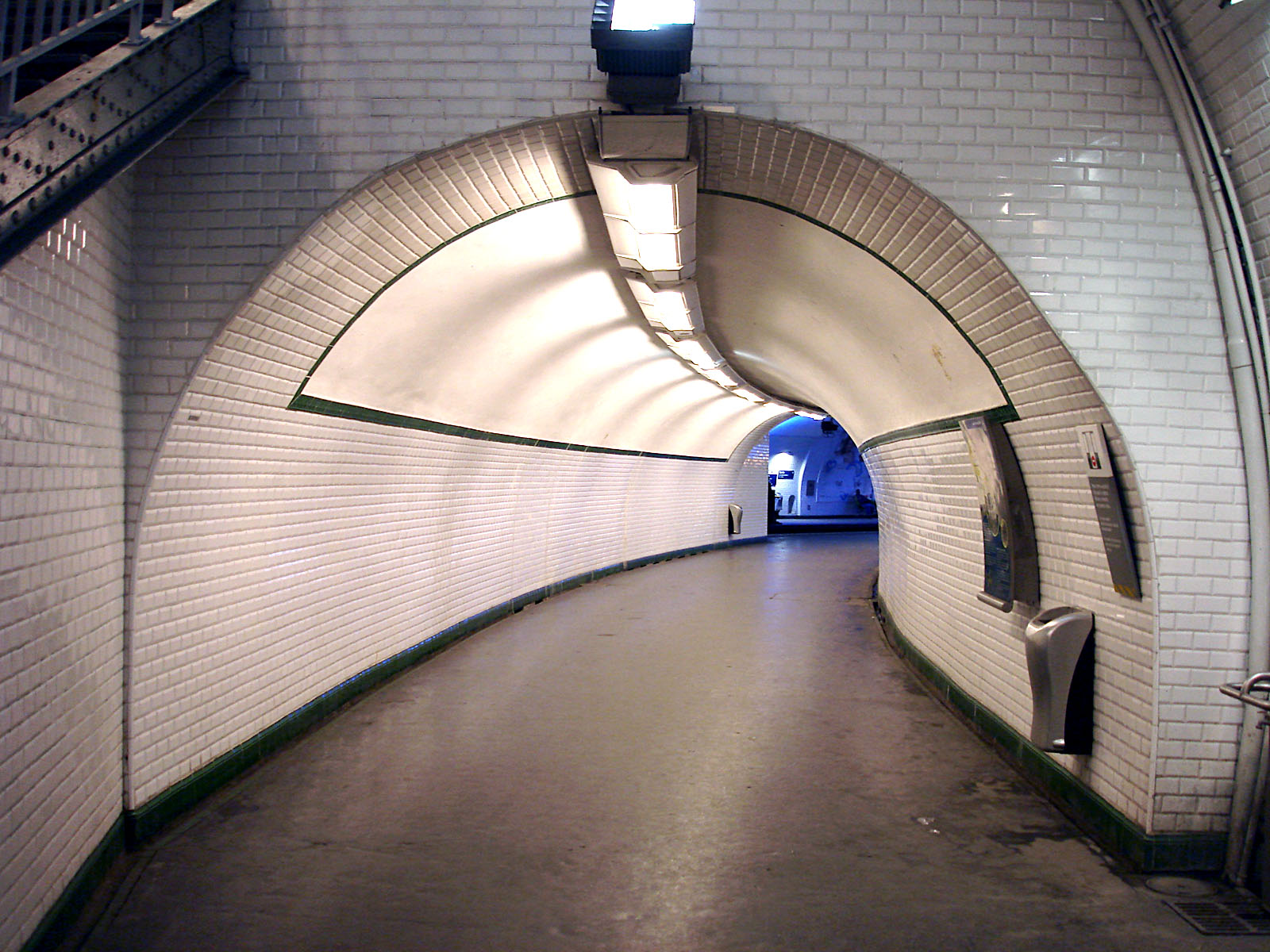
L'ancien tunnel à voie unique transformé en couloir de correspondance.
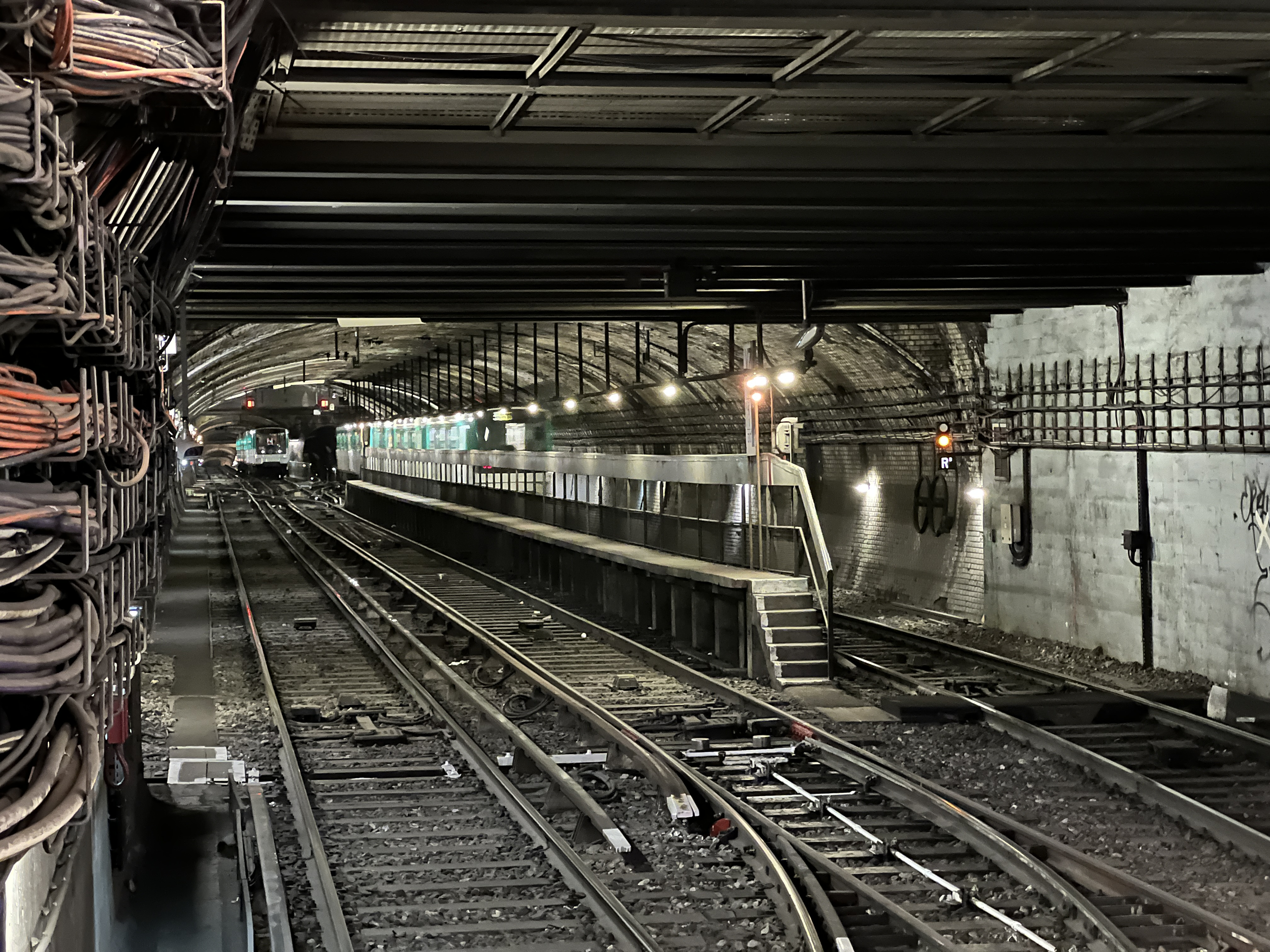
L'ancienne station d'arrivée de la ligne 3, transformée en tunnel à trois voies.
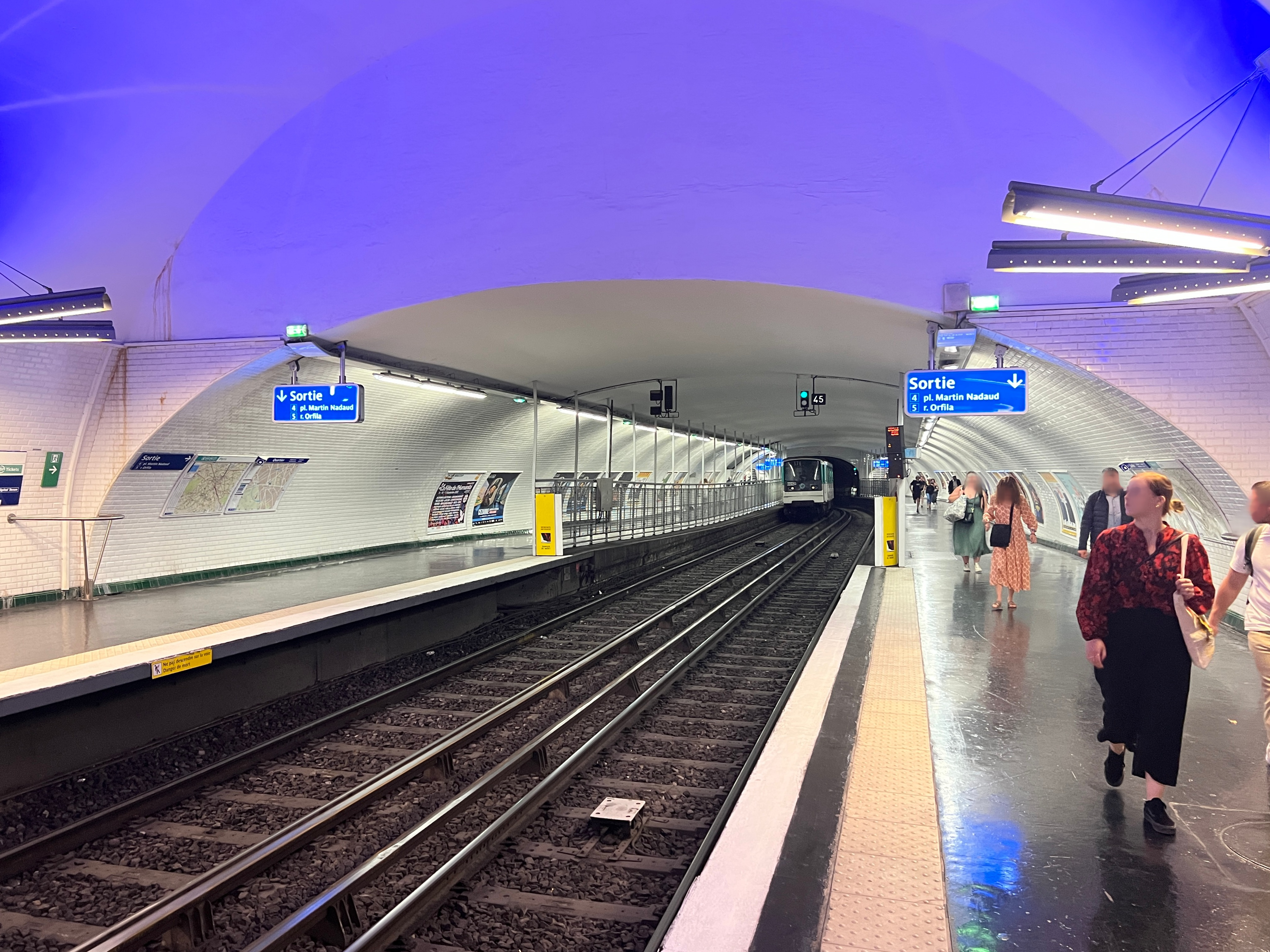
L'ancienne station Martin Nadaud, reconnaissable à sa voûte abaissée.

### Origine du nom
La station tire sa dénomination de la place Gambetta ainsi que de l'avenue du même nom, ces voies rendant hommage à Léon Gambetta (1838-1882), homme politique, membre du gouvernement de la défense nationale en 1870, président du Conseil et député du 20e arrondissement.

### Modernisations
À l'occasion du remaniement de la station entre 1969 et 1971, la plupart de ses espaces voyageurs sont modernisés avec la pose de carreaux en céramique beige biseautés, posés verticalement et alignés en colonnes, que l'on retrouve encore aujourd'hui aux stations Porte de Bagnolet et Gallieni sur la même ligne, ainsi qu'à la station Kléber sur la ligne 6, et qui ont également existé dans les couloirs de l'ancien terminus de Porte de la Chapelle sur la ligne 12. Rompant avec le traditionnel carrelage blanc biseauté du réseau historique, cette décoration typique des années 1970 est appliquée à la salle d'échanges et aux accès, ainsi qu'à la station nouvellement reconstruite de la ligne 3. Les quais de cette dernière sont équipés de bancs rouges, remplacés ultérieurement par des sièges de style « Motte » de même couleur, et l'éclairage est assuré par deux bandeaux lumineux suspendus que l'on retrouve également à la station Porte de Bagnolet sur la même ligne, ainsi qu'aux stations École vétérinaire de Maisons-Alfort et Maisons-Alfort - Stade sur la ligne 8. Les piédroits de l'ancienne station Martin Nadaud perdent leur carrossage métallique des années 1960, lequel intégrait des montants horizontaux de couleur vert d'eau, des cadres publicitaires dorés éclairés par le haut ainsi que des bancs jaunes (ce modèle d'aménagement était alors largement déployé sur le réseau en tant que moyen de rénover les stations rapidement et à moindre coût). Enfin, la plupart des bouches d'accès voient leurs entourages remplacés par des balustrades plus sobres, en acier peint en vert afin de s'harmoniser avec les modèles plus anciens.
Dans le cadre du programme « Renouveau du métro » de la RATP, la station est progressivement rénovée en commençant par le quai de la ligne 3 bis au début des années 2000. Les couloirs et la salle de distribution font l'objet du même traitement jusqu'au 6 février 2004, renouant avec le carrelage blanc biseauté des origines du métro de Paris, puis l'opération s'achève le 5 novembre 2008 par la modernisation des quais de la ligne 3, également redécorés avec des carreaux blancs biseautés, ce qui constitue une décoration anachronique pour les stations construites au cours des dernières décennies sur le réseau ferré de la RATP. Cette dernière modernisation intègre un dispositif d'éclairage atypique sous la forme de candélabres.
La salle d'échanges de la station bénéficie d'une nouvelle rénovation durant l'été 2020 avec, notamment, l'installation de nouveaux portiques de validation et de sortie, le réagencement des espaces commerciaux, du comptoir d'information et des appareils de vente, la reprise de l'éclairage à base de dalles LED au plafond ainsi que la pose d'un nouveau carrelage beige au sol en remplacement de l'ancien revêtement en asphalte noir. Ces travaux nécessitent alors la fermeture du hall d'accueil et des accès no 1 à 3 jusqu'au 6 septembre 2020. En parallèle, la voûte surplombant les quais et voies de la ligne 3 fait l'objet d'un traitement des infiltrations d'eau suivi d'une remise en peinture, tandis que les sièges de style « Motte » rouges sur le quai de la ligne 3 bis sont remplacés par des assises contemporaines « Akiko » de couleur proche.

Modernisation du hall d'accueil
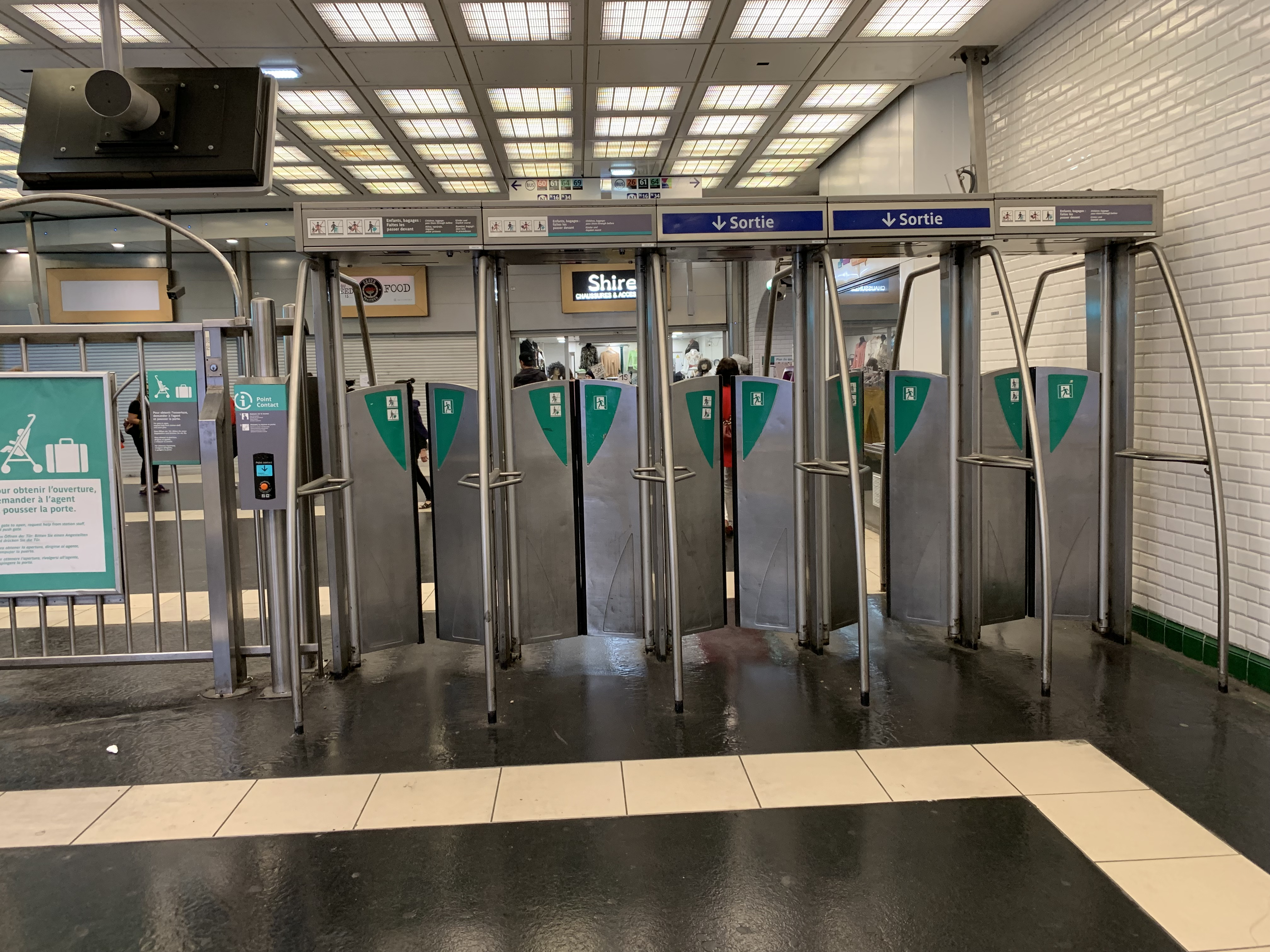
Les anciens portillons de sortie de la station, en 2019.
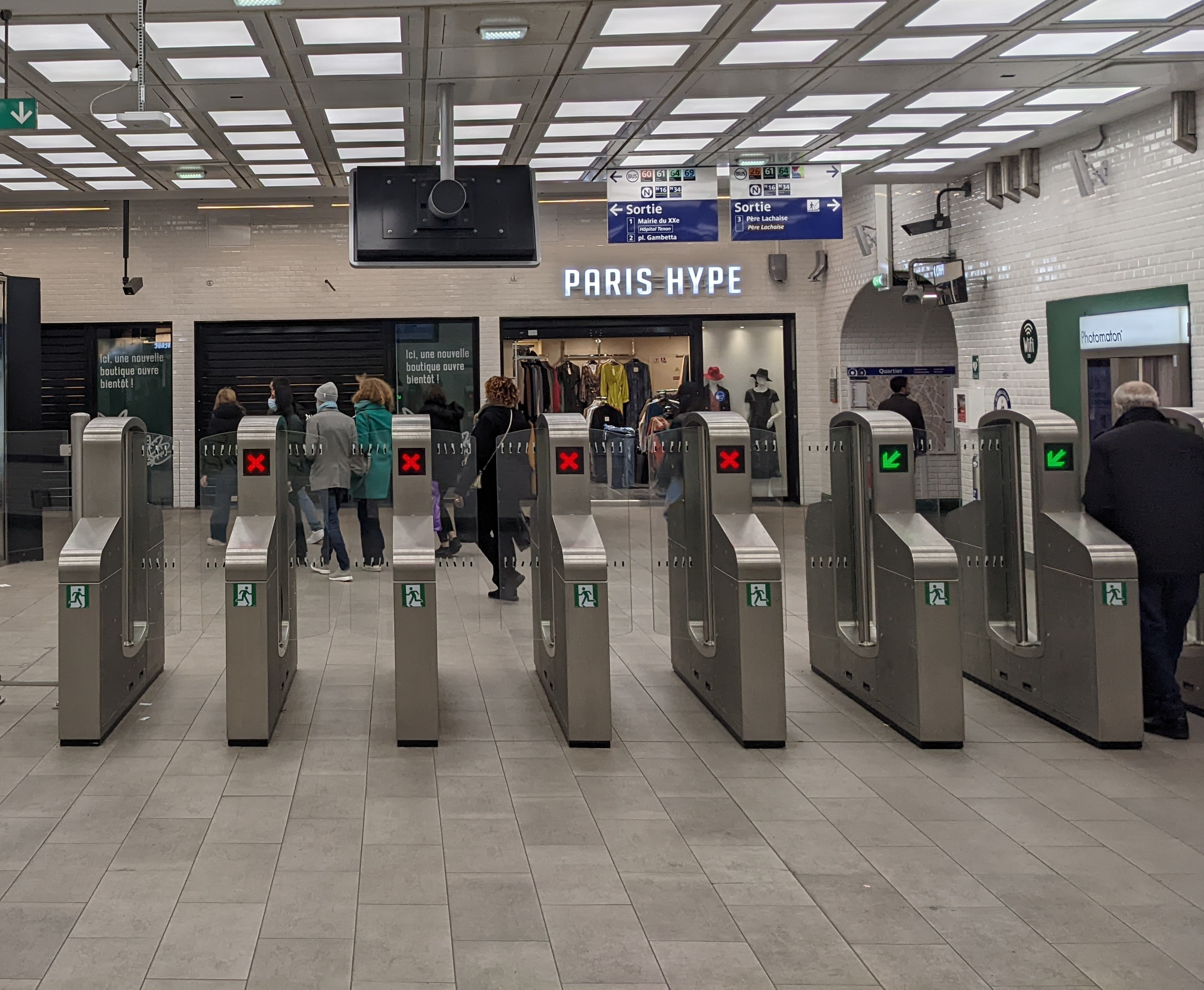
Détail des nouvelles lignes de contrôle des billets.
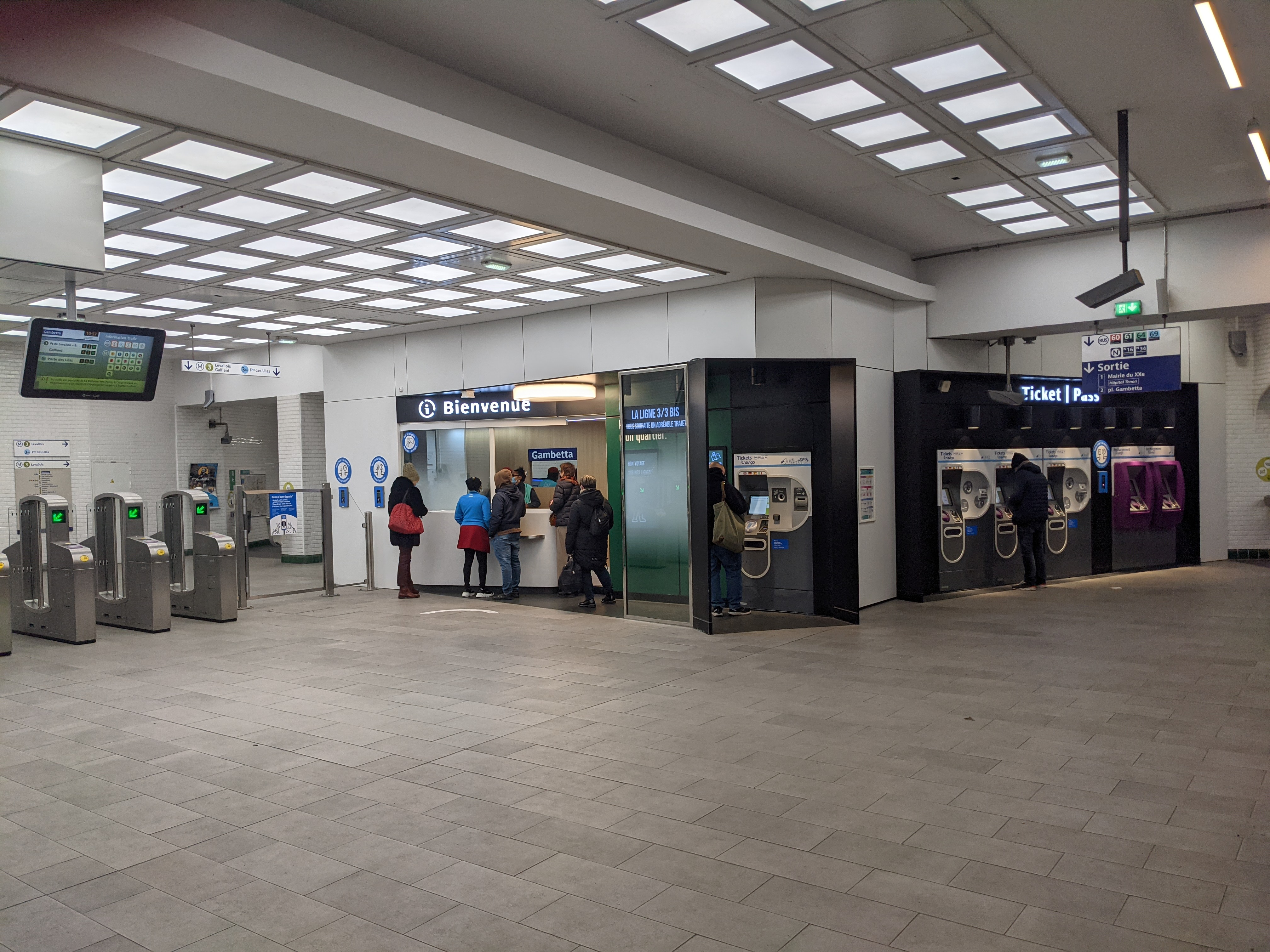
La salle d'échanges de la station en 2021, après la rénovation.

### Fréquentation
Selon les estimations de la RATP, la station a vu entrer 7 445 691 voyageurs en 2013, ce qui la plaçe à la 35e position des stations de métro pour sa fréquentation. Elle connaît par la suite une baisse de trafic avec 6 798 910 entrants comptabilisés en 2019, faisant de Gambetta la 45e station la plus fréquentée du métro de Paris sur 302 cette année-là. En 2020, avec la crise du Covid-19, son trafic annuel tombe à 3 310 515 voyageurs, la reléguant alors au 49e rang, avant de remonter progressivement en 2021 avec 4 796 724 entrants recensés, ce qui la classe cette fois-ci à la 42e position des stations du réseau pour sa fréquentation.

## Services aux voyageurs

### Accès
La station dispose de cinq accès :
- l'accès no 1 « Mairie du 20e - Hôpital Tenon », constitué d'un escalier fixe, débouchant à l'angle de la place Gambetta et de la rue Belgrand, au droit de la Mairie du 20e arrondissement ; 48° 51′ 54″ N, 2° 23′ 56″ E
- l'accès no 2 « Place Gambetta », également constitué d'un escalier fixe, se trouvant au nord de la place face au no 10, entre la rue des Pyrénées et l'avenue Gambetta ; 48° 51′ 55″ N, 2° 23′ 55″ E
- l'accès no 3 « Père Lachaise - Cimetière du Père-Lachaise », constitué d'un escalier fixe doublé d'un escalier mécanique montant, se situant au sud de la place Gambetta au droit du no 3, entre la rue des Pyrénées et l'avenue du Père-Lachaise ; 48° 51′ 53″ N, 2° 23′ 54″ E
- l'accès no 4 « Place Martin-Nadaud », constitué d'un escalier fixe, débouchant sur le terre-plein central de la place, le long de l'avenue Gambetta ; 48° 51′ 54″ N, 2° 23′ 42″ E
- l'accès no 5 « Rue Orfila », également constitué d'un escalier fixe, se trouvant au nord de la place Martin-Nadaud face au no 4, entre la rue Orfila et la rue de la Bidassoa. 48° 51′ 54″ N, 2° 23′ 41″ E

Ces deux derniers accès correspondent aux entrées de l'ancienne station Martin Nadaud : l'accès à la ligne 3 bis n'y est donc possible qu'en transitant par les quais de la ligne 3. L'accès no 4 est orné d'un édicule Guimard, lequel fait l'objet d'une inscription au titre des monuments historiques par l'arrêté du 29 mai 1978, protection renouvelée le 12 février 2016. Les autres trémies d'accès de la station sont simplement agrémentées d'une balustrade de facture plus simple et sobre, en acier peint en vert, ainsi que d'un mât avec un « M » jaune inscrit dans un cercle.

Accès à la station
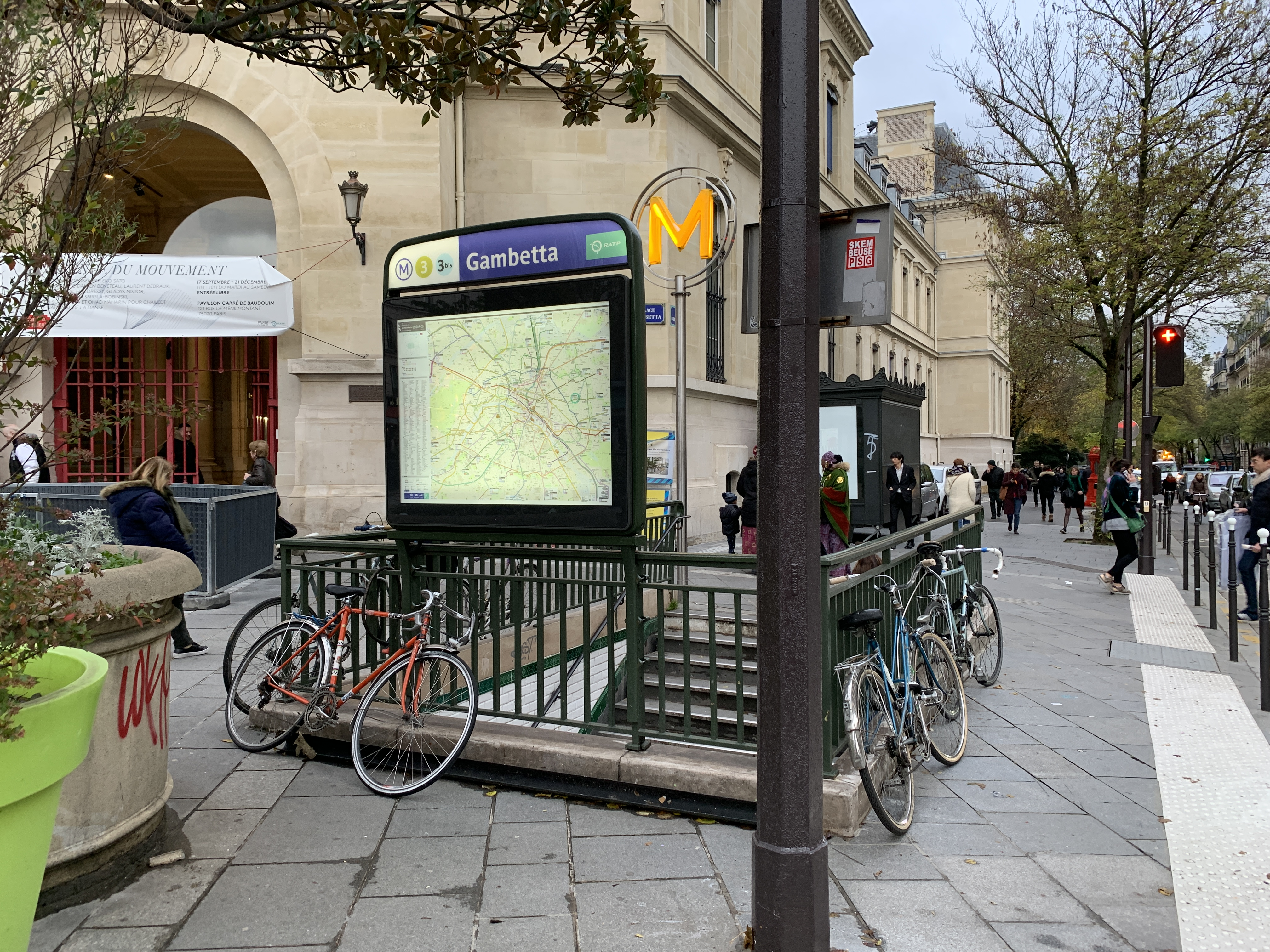
L'accès no 1, « Mairie du 20e ».
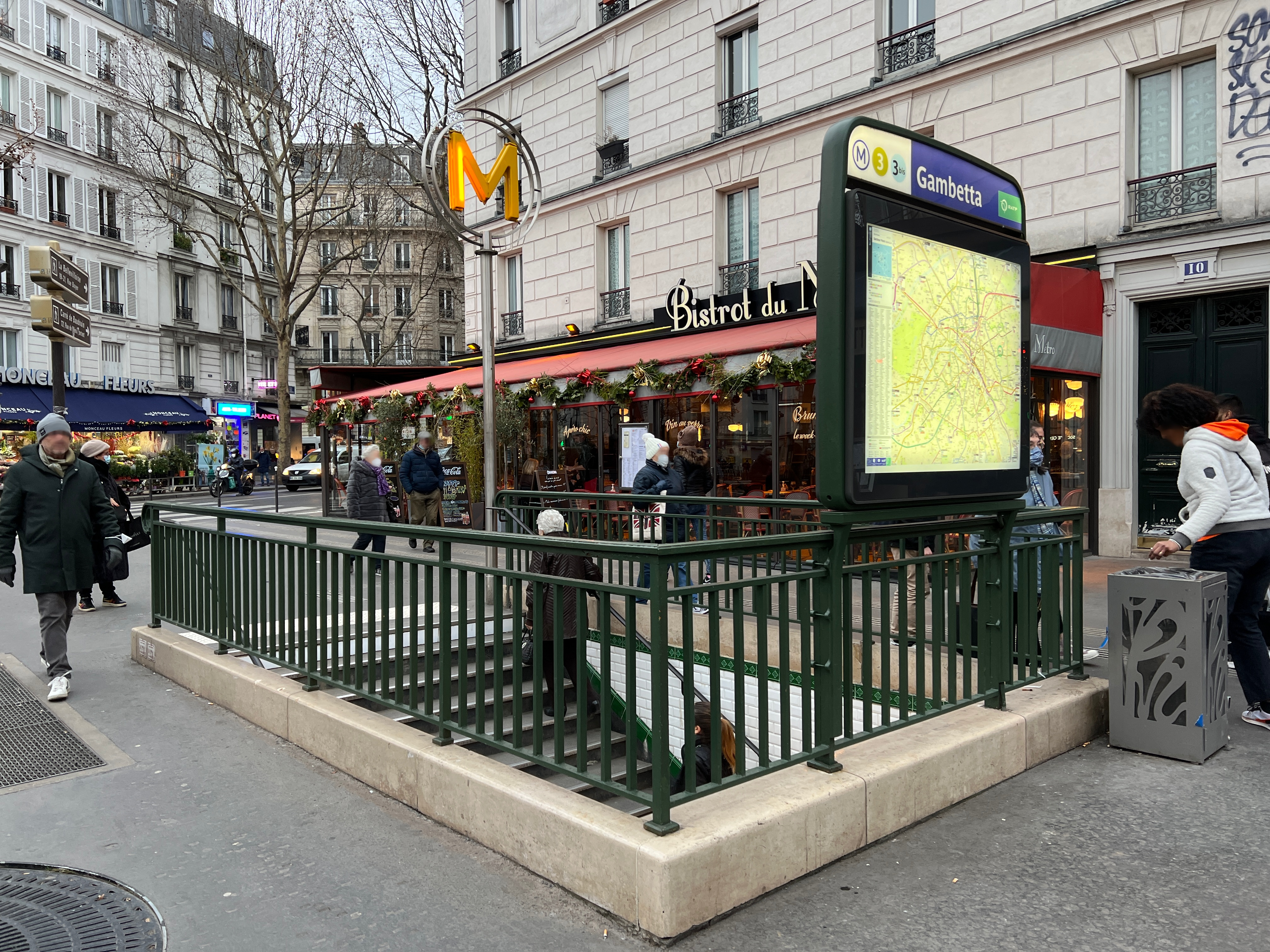
L'accès no 2, « Place Gambetta ».
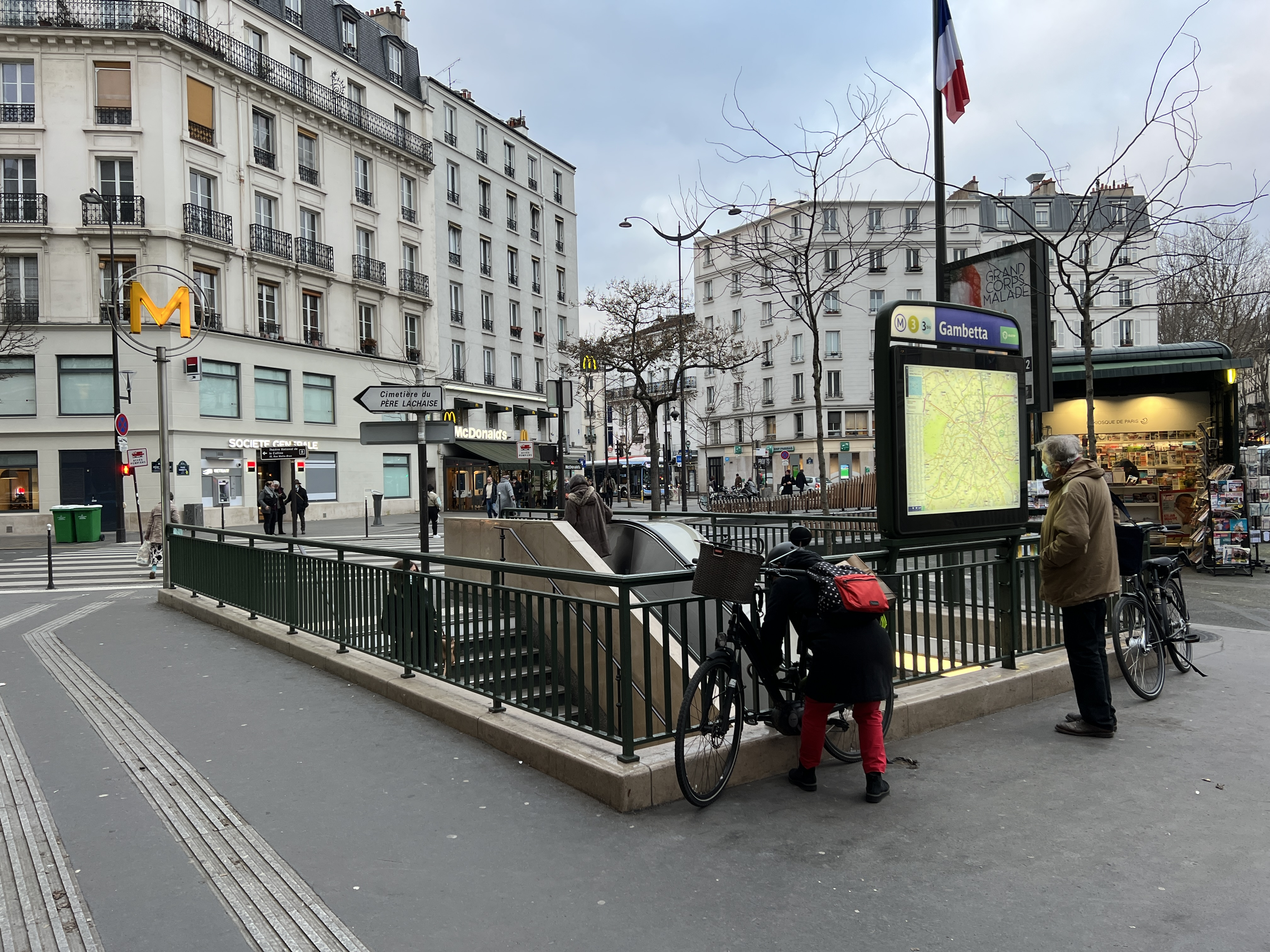
L'accès no 3, « Père Lachaise ».
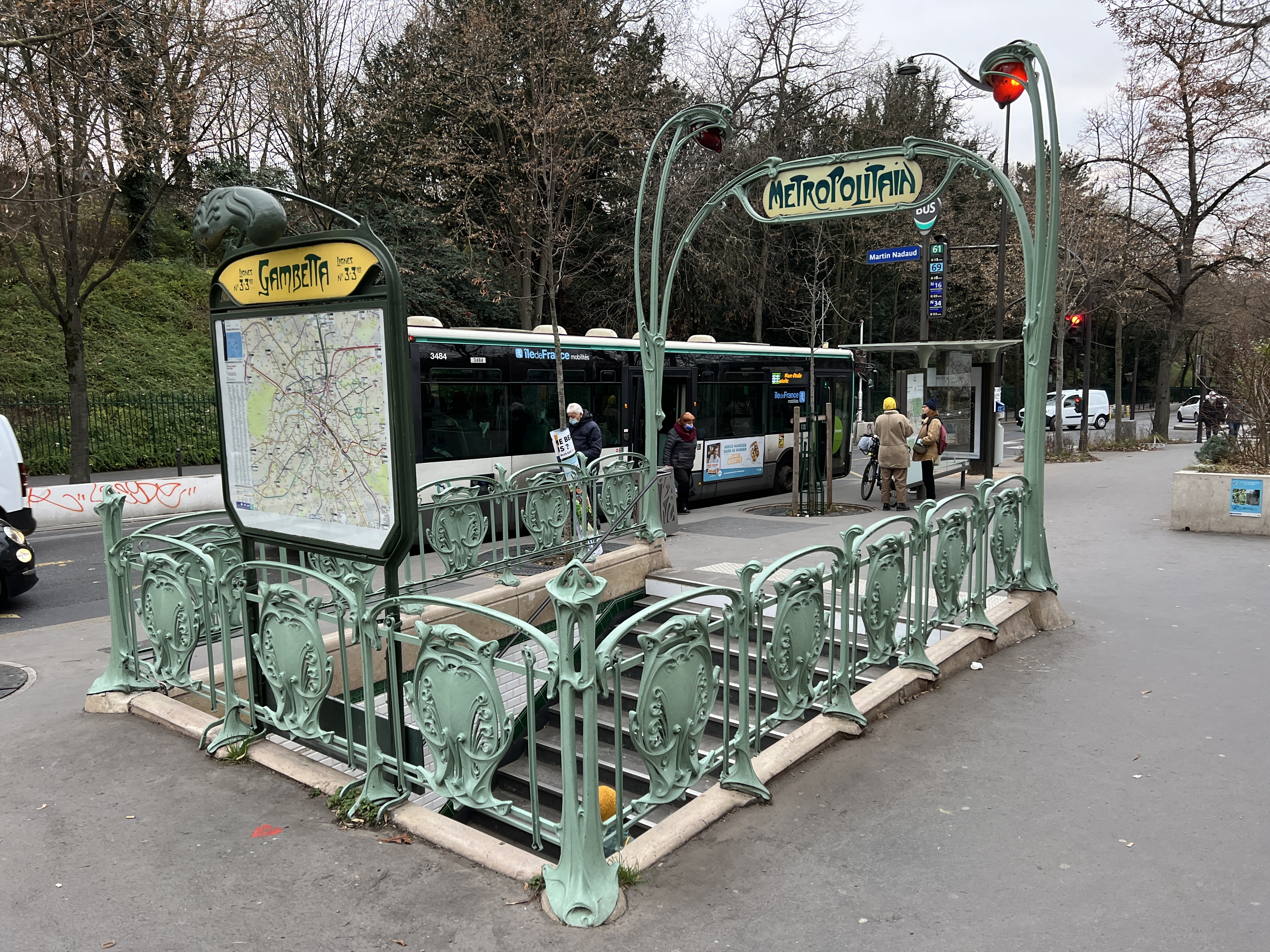
L'accès no 4, « Place Martin-Nadaud ».
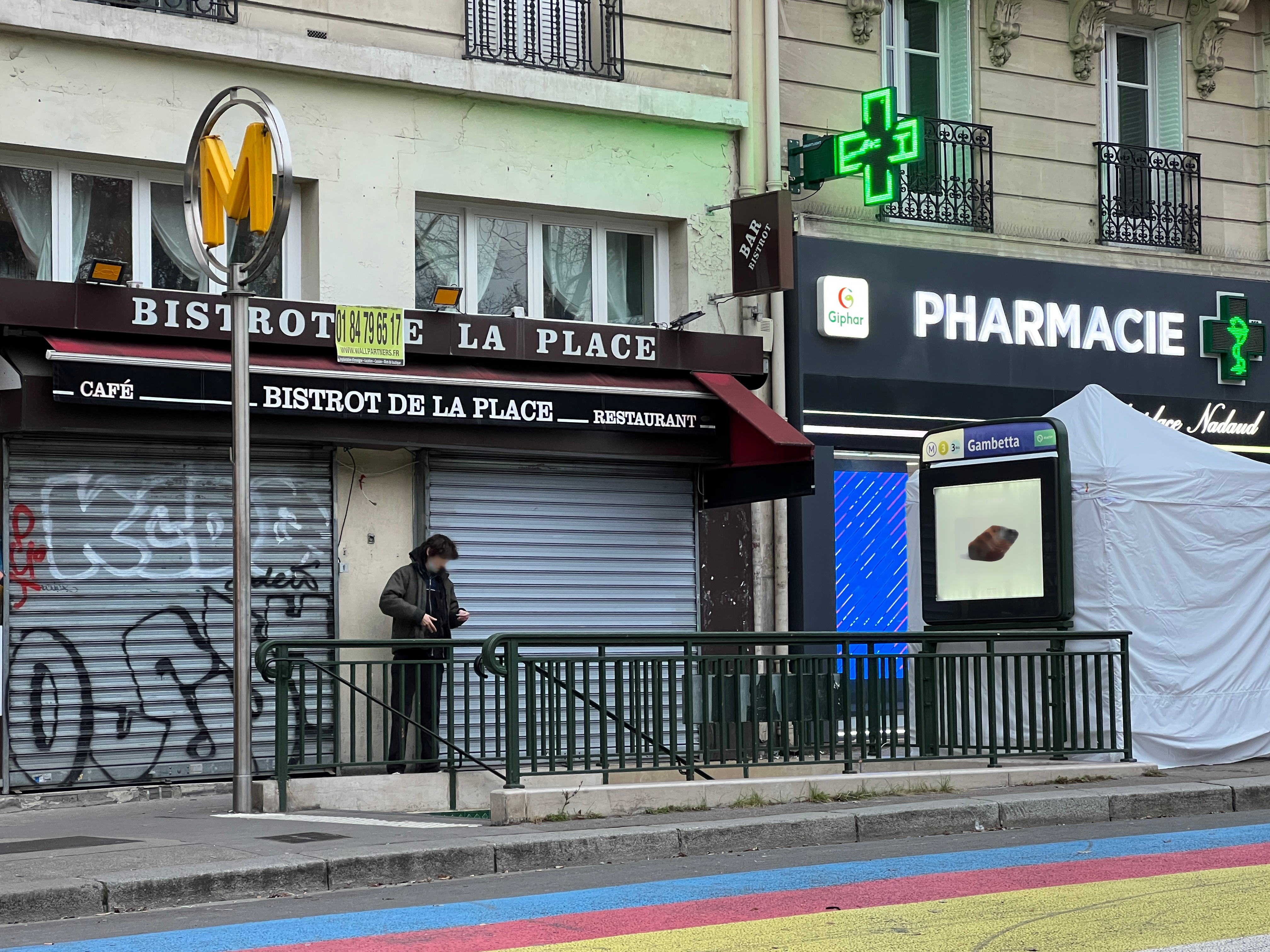
L'accès no 5, « Rue Orfila ».

### Quais
La station de la ligne 3 est de configuration standard avec deux quais séparés par les voies du métro sous une voûte elliptique. En revanche, le point d'arrêt est d'une longueur hors-normes de 196 mètres, car son extrémité occidentale, établie en légère courbe à l'ouest, est constituée des quais de l'ancienne station Martin Nadaud « absorbée » en 1969 ; leur bordure est dorénavant munie de garde-corps. Cette ancienne station est également reconnaissable à sa voûte plus basse que celle du nouveau point d'arrêt de la ligne 3, qui se distingue par sa hauteur inhabituelle.
À la suite de la modernisation de la station achevée en 2008, la partie des quais occupée par les rames à l'arrêt est doté d'un éclairage spécifique, assuré par des candélabres à quatre branches, dont le mât adopte la courbure des piédroits. Ils diffusent une lumière blanche sur les quais et bleutée sur la voûte peinte en blanc. L'éclairage de la station Martin Nadaud s'effectue quant à lui par des luminaires que l'on retrouve habituellement dans certains couloirs des stations rénovées, dans le style « Gaudin » du renouveau du métro des années 2000. Les carreaux en céramique blancs biseautés recouvrent les piédroits ainsi qu'une partie des tympans. Les cadres publicitaires sont en céramique blanche et le nom de la station est inscrit en police de caractères Parisine sur des plaques émaillées. Les sièges de style « Akiko » sont de couleur verte.

Quais de la ligne 3
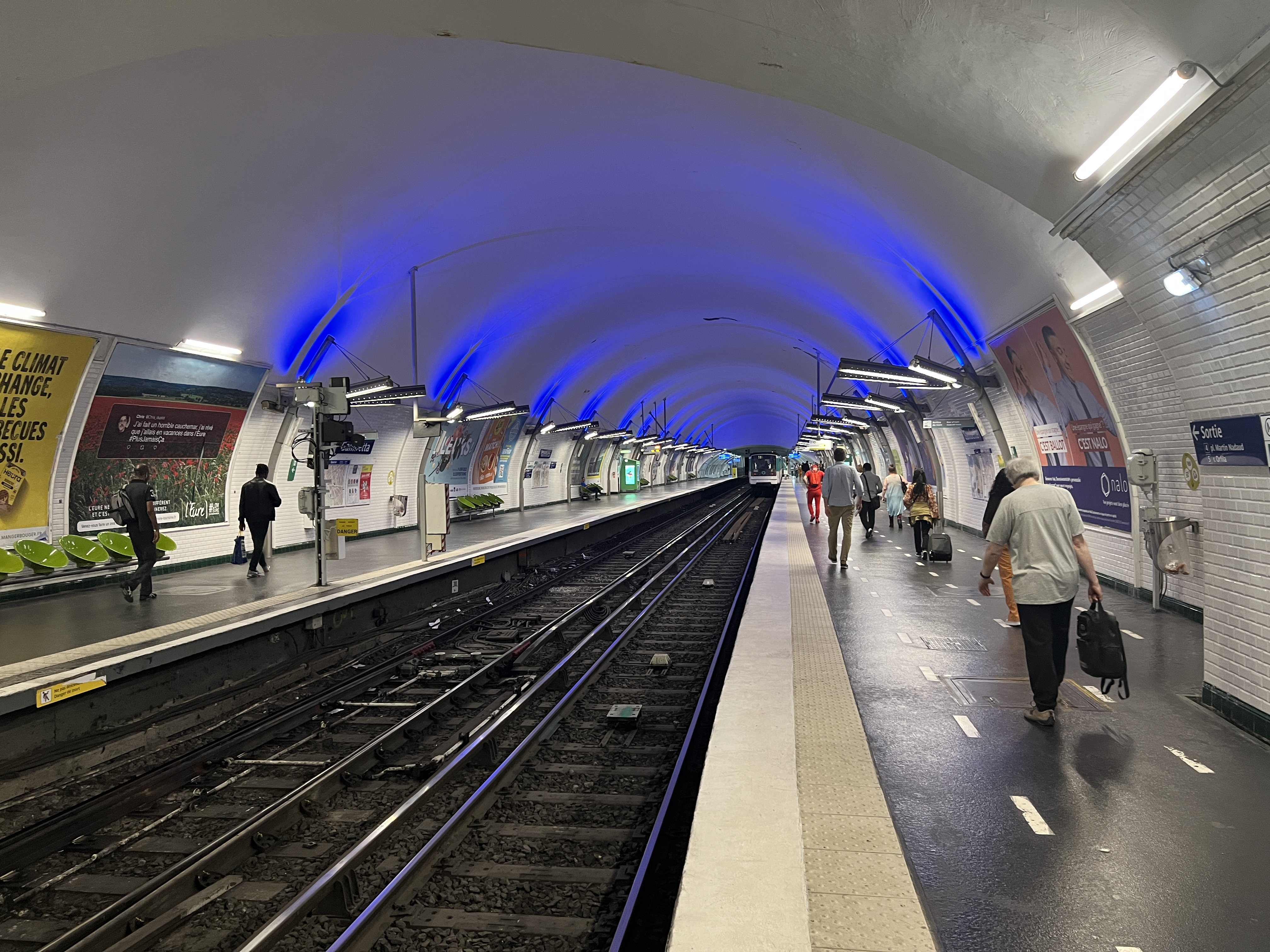
Les quais vus en direction de Pont de Levallois - Bécon.
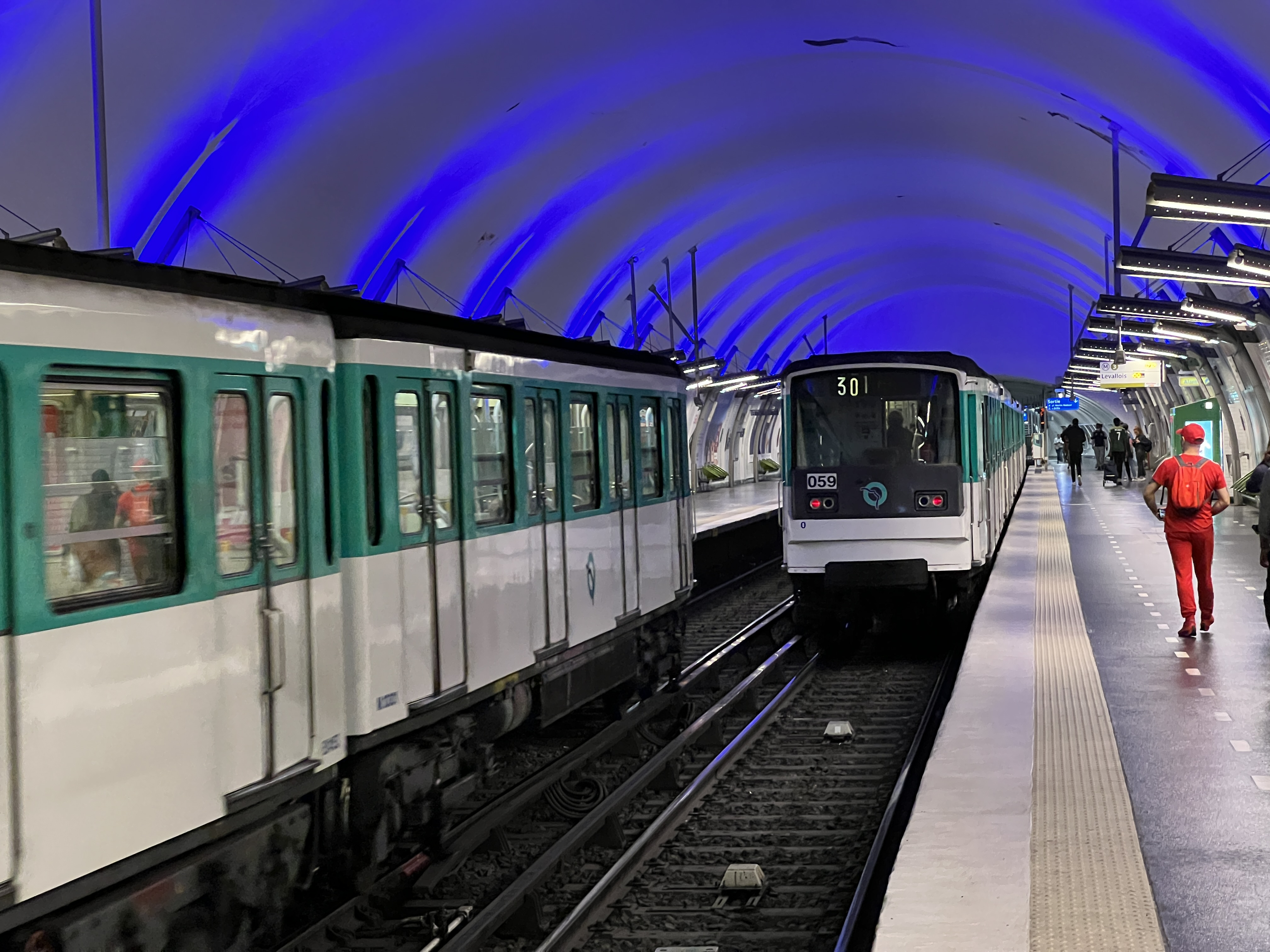
Croisement entre deux rames MF 67 rénovées.
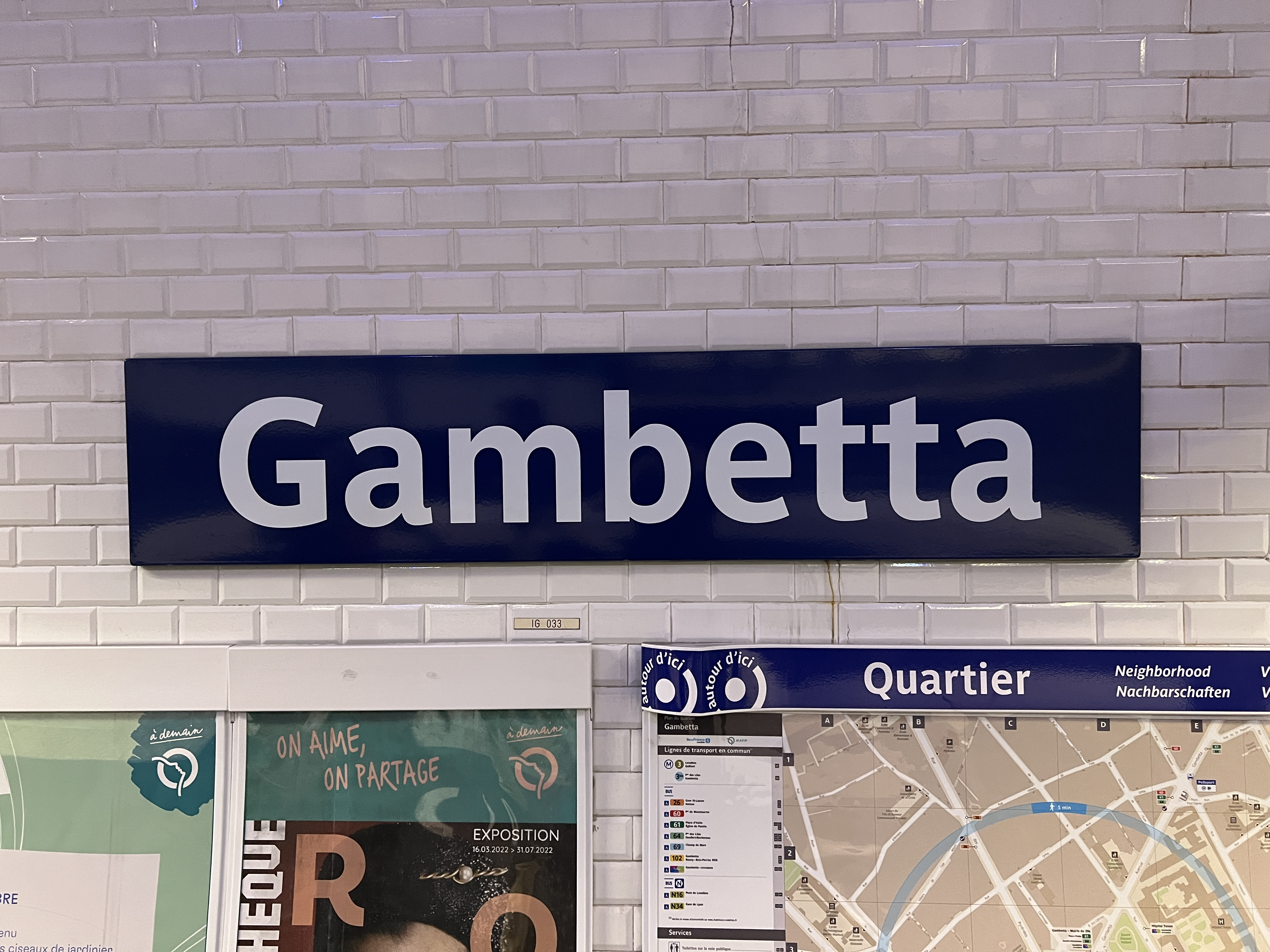
Plaque émaillée indiquant le nom de la station.

La station de la ligne 3 bis, ancienne station de départ de la boucle terminale, est constituée de deux voies, dorénavant en impasse côté sud, de part et d'autre d'un quai central sous une voûte elliptique. Établie en courbe et longue de 75 mètres, elle est intégralement recouverte de carreaux blancs biseautés et dépourvue de cadres publicitaires sur ses piédroits ; les plaques nominatives émaillées, en typographie Parisine, sont uniquement présentes sur le quai en îlot. Ce dernier dispose de sièges « Akiko » de couleur bordeaux, et l'éclairage est assuré par un bandeau-tube suspendu.

Quai de la ligne 3 bis
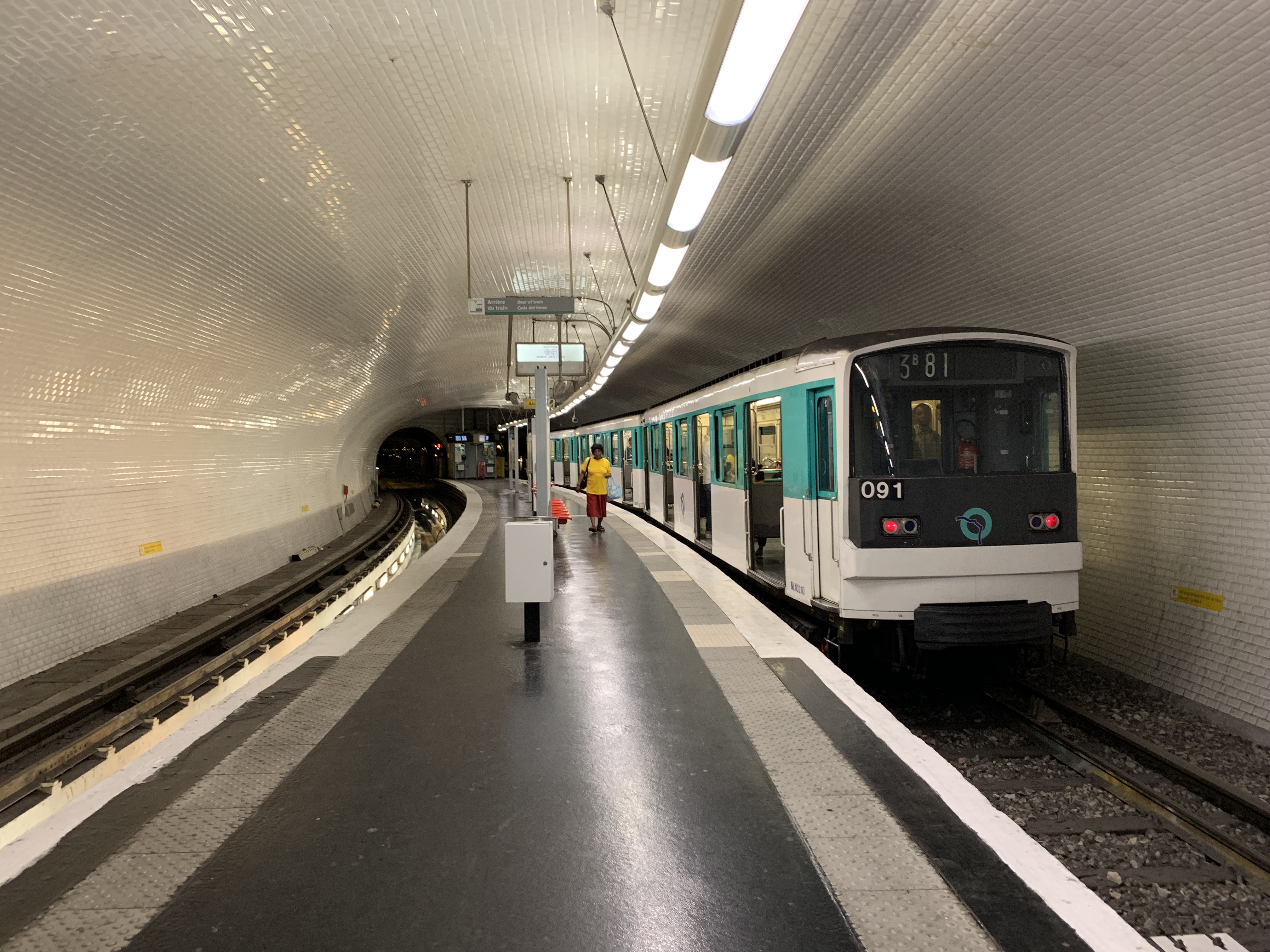
Vue du quai avec une rame MF 67 en attente de départ.
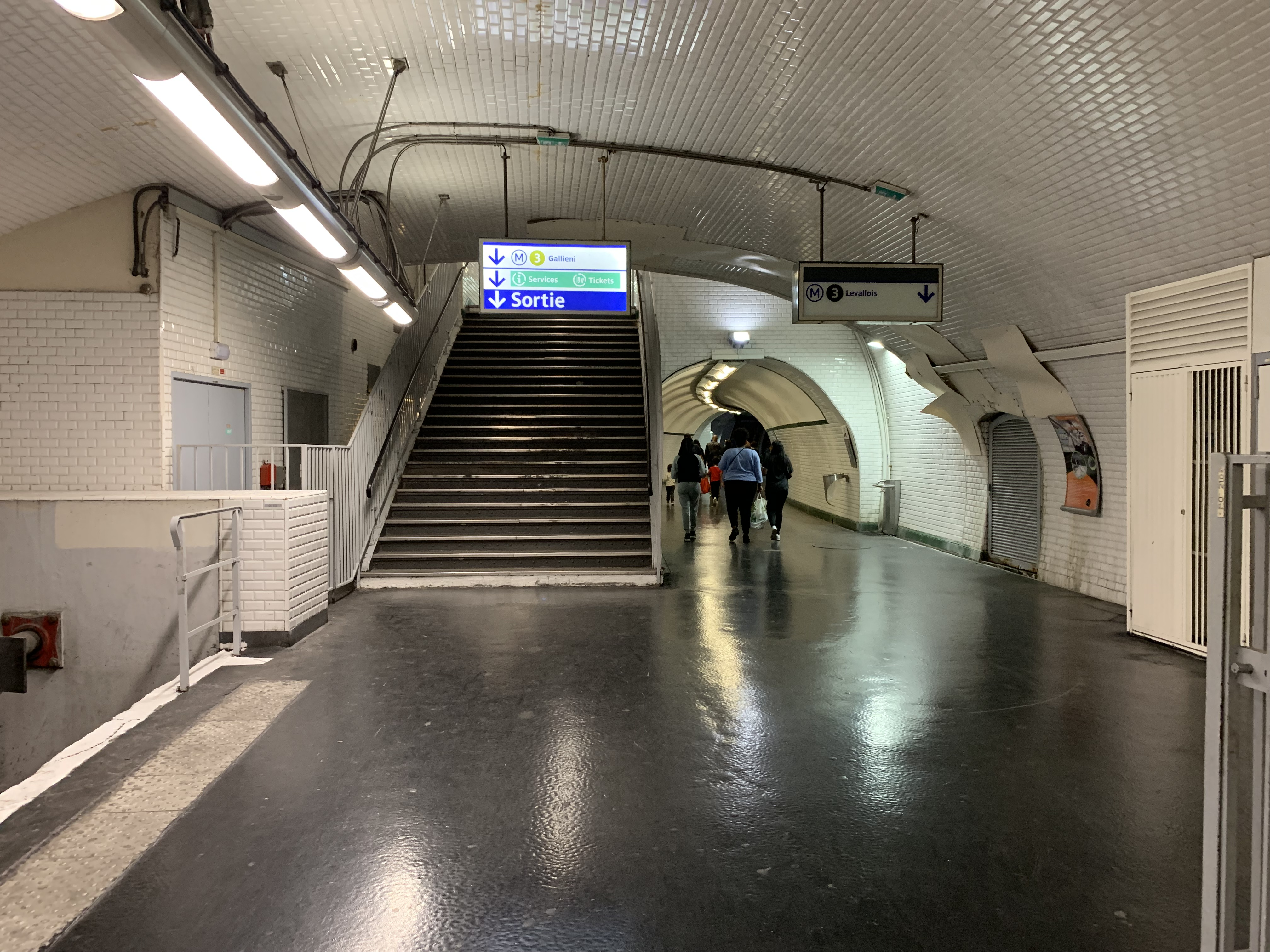
L'extrémité sud du quai, reliée à la ligne 3.
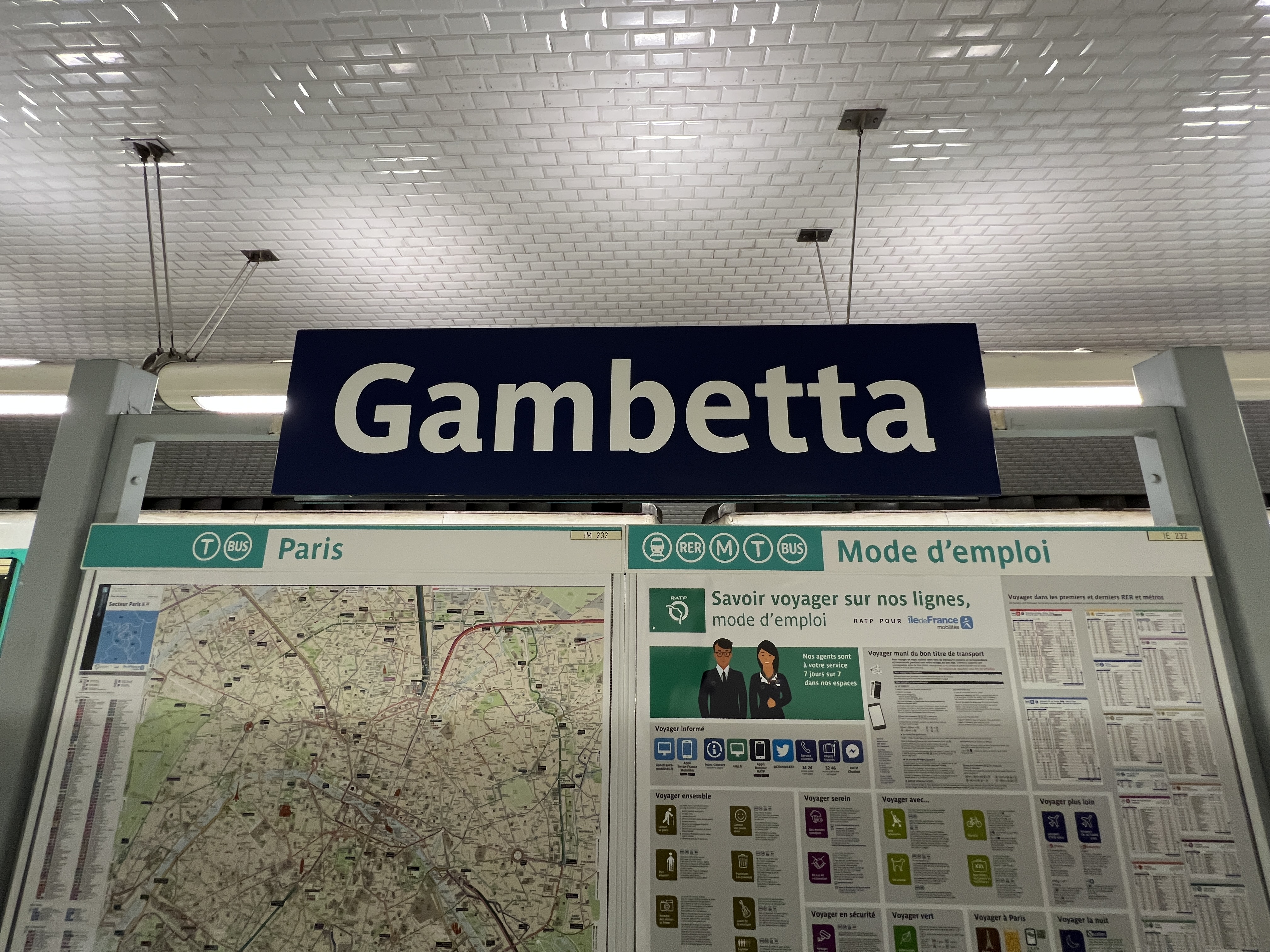
Plaque nominative de la station en tôle émaillée.

Le quai de la ligne 3 bis communique avec celui de la ligne 3 en direction de Pont de Levallois - Bécon par un ancien tunnel à voie unique reconverti en couloir, jadis emprunté par les rames de ladite ligne 3 en provenance de Porte des Lilas.

### Intermodalité
La station est desservie par les lignes 26, 60, 61, 64, 69, 102 et le service urbain La Traverse de Charonne du réseau de bus RATP et, la nuit, par les lignes N16 et N34 du réseau Noctilien.

## À proximité
- Quartier des Amandiers
- Quartier de Ménilmontant
- Cimetière du Père-Lachaise
- Hôpital Tenon
- Mairie du 20e arrondissement
- Théâtre national de la Colline
- MK2 Gambetta
- Square Edouard-Vaillant
- Jardin Samuel-de-Champlain
- Square du Docteur-Grancher
- Square du Sergent-Aurélie-Salel (anciennement square Sorbier)
- Square Élisa-Borey
- La Bellevilloise
- La Maroquinerie
- Théâtre des Gémeaux Parisiens
- Pavillon Carré de Baudouin
- Jardin Carré-de-Baudouin
- Square des Mûriers
- Église protestante unie de Paris-Béthanie
- Square Henri-Karcher
- La Flèche d'or
- Église Saint-Germain de Charonne

## Filmographie
Une scène du film Flic story de Jacques Deray, sorti en 1975, a été tournée dans la station. On peut y voir les deux protagonistes débarquant d'une rame Sprague-Thomson, matériel alors en cours de retrait sur le réseau.